# (4048) Samwestfall
(4048) Samwestfall (1964 UC) – planetoida z pasa głównego asteroid okrążająca Słońce w ciągu 3,34 lat w średniej odległości 2,24 j.a. Została odkryta 30 października 1964 roku.